# Snowfall (álbum de Yanni)
Snowfall es un álbum de compilación del músico griego Yanni, lanzado bajo el sello BMG en 2000.

## Temas
| #   | Tema                   | Duración |
| --- | ---------------------- | -------- |
| 1.  | "After the Sunrise”    |          |
| 2.  | "In the Morning Light” |          |
| 3.  | "Enchantment"          |          |
| 4.  | "True Nature"          |          |
| 5.  | "Turn of the Tide"     |          |
| 6.  | "Only a Memory”        |          |
| 7.  | “Nostalgia “           |          |
| 8.  | “A Word in Private “   |          |
| 9.  | " One Man´s Dream”     |          |
| 10. | “Farewell “            |          |

## Personal
Todos los temas musicales presentes en este disco fueron compuestos por Yanni.